# Arthur Fry
Arthur "Art" Fry (født 19. august 1931) opfandt Post-it-blokken.